# أرقطيون شرقي
أرقطيون شرقي (الاسم العلمي:Arctium orientale) هي نوع نباتي يتبع جنس الأرقطيون من فصيلة النجمية.